# 권도형
권도형(權渡衡, 1991년 9월 6일~)은 대한민국 출신의 금융 범죄자이다. 소프트웨어 엔지니어이며, 본관은 안동 권씨이다. 해외 매체에서 도 권(Do Kwon)으로 잘 알려졌으며, 싱가포르에 본사가 있는 테라폼랩스(Terraformlabs)의 공동 설립자이자 CEO이다. 그가 개발한 가상화폐 테라와 루나는 2022년 5월에 붕괴되어 손해액이 무려 450억 달러나 달했다. 1주일 만에 수십억의 시가총액이 붕괴된 것이다.

## 생애 및 초기 경력
대원외국어고등학교를 졸업하고 스탠포드 대학교에서 컴퓨터 과학을 전공해 2015년 6월 졸업했다. 애플과 마이크로소프트에서 각각 3개월간 엔지니어로 일했다. 이후 2015년 9월 한국으로 돌아와 회사를 설립했다.
이전에 한 테라 직원은 권도형이 가상화폐인 베이시스(Basis, 과거 Basecoin)라는 다른 스테이블 코인 프로젝트에서 영감을 얻은 베이시스 캐시(Basis Cash)라는 또 다른 실패한 스테이블 코인 프로젝트의 창립자이기도 하다고 말했다. 베이시스는 벤처 기업가들로부터 많은 돈을 모았고 나데르 알나지(Nader Al-Naji)가 개발한 화폐이다. 알나지는 결국 미국 증권 거래 위원회(SEC) 우려로 결국 베이시스를 폐쇄하고 투자자의 돈을 반환했다. 그러나 베이시스는 SEC 규제 기관을 우회하려는 시도가 발생했다.

## 논란 및 사건 사고

### 가상화폐 테라와 루나
테라와 루나는 권도형이 개발한 가상화폐다. 테라의 주요 기능 중 하나는 미국 달러와 1:1 페그를 유지하기 위한 이른바 알고리즘 스테이블 코인인 테라코인(UST)이었다. 코인(UST) 스테이블코인은 미국 달러로 뒷받침되지 않았다. 대신 "화상과 박하 평형"이라는 복잡한 모델을 통해 못을 유지하도록 설계되었다. 이 방법은 2개의 코인 시스템을 사용하므로 한 토큰은 안정적으로 유지하고 루나(LUNA)는 변동성을 흡수한다. "Anchor Protocol"에 코인(UST)를 예치한 투자자들은 테라의 준비금에서 지급된 약 19%의 수익률을 받았다. 이러한 '앵커 프로토콜'의 고수익 메커니즘으로 인해 일부 비평가들은 그의 스테이블 코인 모델이 '거대한 폰지 사기'처럼 작동할 수 있다는 우려를 제기했다.
영국의 경제학자 프랜시스 코폴라(Frances Coppola)는 자신의 '알고리즘 스테이블코인' 모델을 비판한 이들에 대해 이들을 '가난하다', '바퀴벌레'라고 반복적으로 조롱했다. 그는 또한 알렉산드라 보테즈(Alexandra Botez)와의 인터뷰에서 "회사(다른 암호화폐 회사)가 죽는 것을 지켜보는 것에서 즐거움"을 발견했다고 말했다. 트위터를 통해 투자자들이 '앵커 프로토콜'의 수익률 준비금을 위한 자본이 어디에서 오는지 묻자 그는 "당연히 네 엄마다"라는 발언을 하였다.

### 몰락
2022년 5월 9일 코인(UST)이 미국 달러에 대한 페그를 깨기 시작한 후 토큰이 헤드라인을 장식했다. 다음 주 동안 코인(UST)의 가격은 10센트로 떨어졌고 루나는 사상 최고치인 119.51달러에서 0달러로 떨어졌다. 그 붕괴로 일주일 동안 거의 450억 달러의 시가 총액이 사라졌다.
테라의 몰락에 관한 규모와 논란으로 인해 해외 언론은 권도형을 한국의 테라노스(Theranos), 한국의 엘리자베스 홈즈에 비유했다.

### 주거 침입
2022년 5월 12일 가상화폐 "루나"를 투자하다가 약 20억원을 잃었다고 주장하는 한 개인 투자자가 권씨의 고층 아파트의 공용현관에 무단 침입해 집의 초인종을 누르고, 권씨의 부인에게 남편이 집에 있냐고 물어보고 도주한 혐의를 받고 있다. 권씨의 아내가 경찰에 긴급 구조 요청을 했고, 경찰은 사건 조사에 착수하고 권 대표의 배우자를 범죄피해자 안전조치(신변보호) 대상자로 지정했다. 이후 자수 의사를 밝힌 남성은 아프리카TV에서 가상화폐 방송을 하는 BJ로 알려졌다. 혐의를 받은 BJ 챈서스는 피해자 주소를 "인터넷에 돌아다니는 권 대표의 등기부등본을 우연치 않게 보고 알게 됐다"라고 밝혔다. 또한 주변에 실제로 삶을 포기한 루나 투자자가 있다고 하며 권도형 대표가 계획을 마련해야 한다고 주장했다.

### 집단 소송
약 20만 명의 국내 루나 투자자들이 이번 폭락으로 피해를 입은 가운데, 2022년 5월 17일 1,600명 이상의 투자자가 국내 로펌인 앨케이비앤파트너스 등 테라폼랩스 창업자 권도형을 사기죄로 고소하였다.

### 검거
2023년 3월 24일 몬테네그로에서 위조여권을 쓰다가 경찰에 체포되었다. 체포 직후 몬테네그로의 수도인 포드고리차 근방에 있는 스푸지(Spuž) 구치소에 구금되었다. 권도형은 미국과 한국에서 모두 추적중이었기 때문에 몬테네그로는 양국의 송환요청을 받아 재판에 부쳤다. 하급심에서 한국 송환 판결이 내려졌는데, 몬테네그로 대법원은 몬테네그로 대검찰청의 손을 들어주어 한국 송환 결정을 번복하였다.

### 미국 신병 인도
2024년 12월 31일 몬테네그로는 미국 FBI에 신병을 인도하였다.

### 재판 결과
스테이블코인 '테라USD'(이하 테라) 발행과 관련한 사기 등 혐의로 미국에서 형사재판을 받는 권도형은 이전의 고수하던 입장을 바꿔 유죄를 인정하고 최고 형량을 대폭 낮추는 데 합의했다.